# Symfonie nr. 2 (Alnæs)
De Symfonie nr. 2 van de Noorse componist Eyvind Alnæs ging in première op 7 januari 1924. Hij had haar het jaar daarvoor afgerond, maar aangenomen wordt dat hij er een lange tijd over heeft gedaan om haar te voltooien. Het is opvallend dat Alnæs’ eerste symfonie geschreven is aan het begin van zijn carrière als componist, zijn tweede is net niet het sluitstuk. Er volgden nog twee werken. 
Net als zijn eerste oogstte de tweede symfonie succes, vooral bij sommige collegacomponisten. Hjalmer Borgstrøm en Pauline Hall vonden het onder andere een goed (theoretisch) en mooi werk waarbij Hall dan nog zei, dat Alnæs als symfonieschrijver onderschat was. Toch was er ook kritiek. Het feit dat Alnaes zijn thema’s uit de Noorse volksmuziek haalde stuitte soms tegen de borst. Hoe groot het enthousiasme destijds ook was, de symfonie verdween in de vergetelheid, zoals het meeste werk van deze componist.   
De symfonie heeft de traditionele vierdelige opzet:
1. Allegro moderato
2. Molto lento (quasi una marcia fenebre)
3. Allegro scherzando
4. Allegro non troppo, ma molto energico.

Deel drie is opgedragen aan de Deense muziekuitgeverij Alfred Wilhelm Hansen
Alnaes schreef zijn tweede symfonie voor een groter orkest dan nodig was voor zijn eerste:
- 3 dwarsfluiten (III ook piccolo, 2 hobo’s,  3 klarinetten (III ook basklarinet), 3 fagotten (III ook contrafagot)
- 4 hoorns, 3 trompetten, 3 trombones (III ook bastrombone), 1 tuba
- pauken,  1 harpen, 1 celesta
- violen, altviolen, celli, contrabassen